# Racovitzanus levis
Racovitzanus levis är en kräftdjursart som beskrevs av Tanaka 1961. Racovitzanus levis ingår i släktet Racovitzanus och familjen Scolecitrichidae. Inga underarter finns listade i Catalogue of Life.